# マヨルカ王国

マヨルカ王国
Regne de Mallorca  (カタロニア語)
Reino de Mallorca  (スペイン語)
Regnum Maioricae  (ラテン語)
Royaume de Majorque  (フランス語)

マヨルカ王国の地図

マヨルカ王国（マヨルカおうこく、スペイン語:Reino de Mallorca）は、13世紀から14世紀にかけて、地中海に浮かぶマヨルカ島（マジョルカ、マリョルカとも）を中心としたバレアレス諸島に存在した王国である。

## 歴史

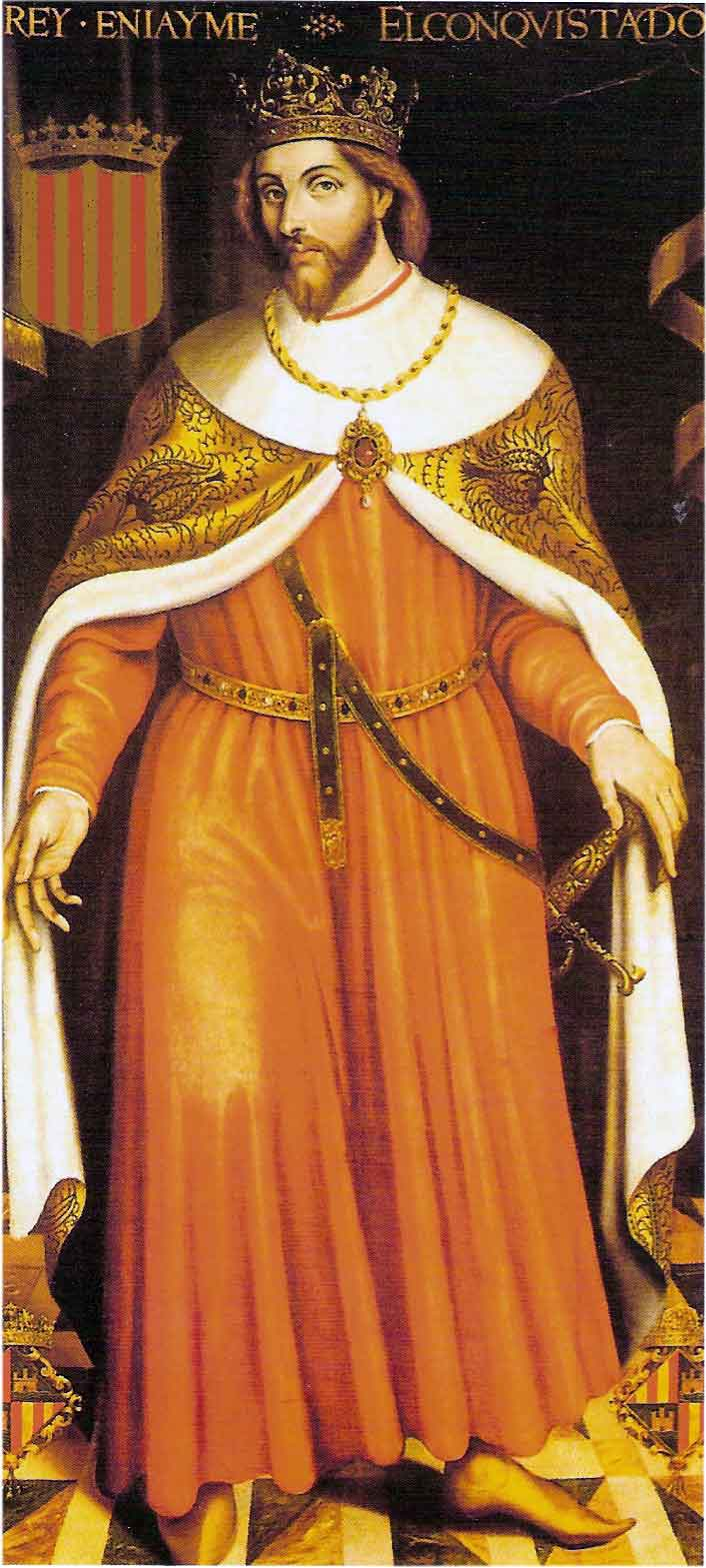
マヨルカ王ジャウメ1世
（アラゴン王ハイメ1世）

### ジャウメ1世:建国

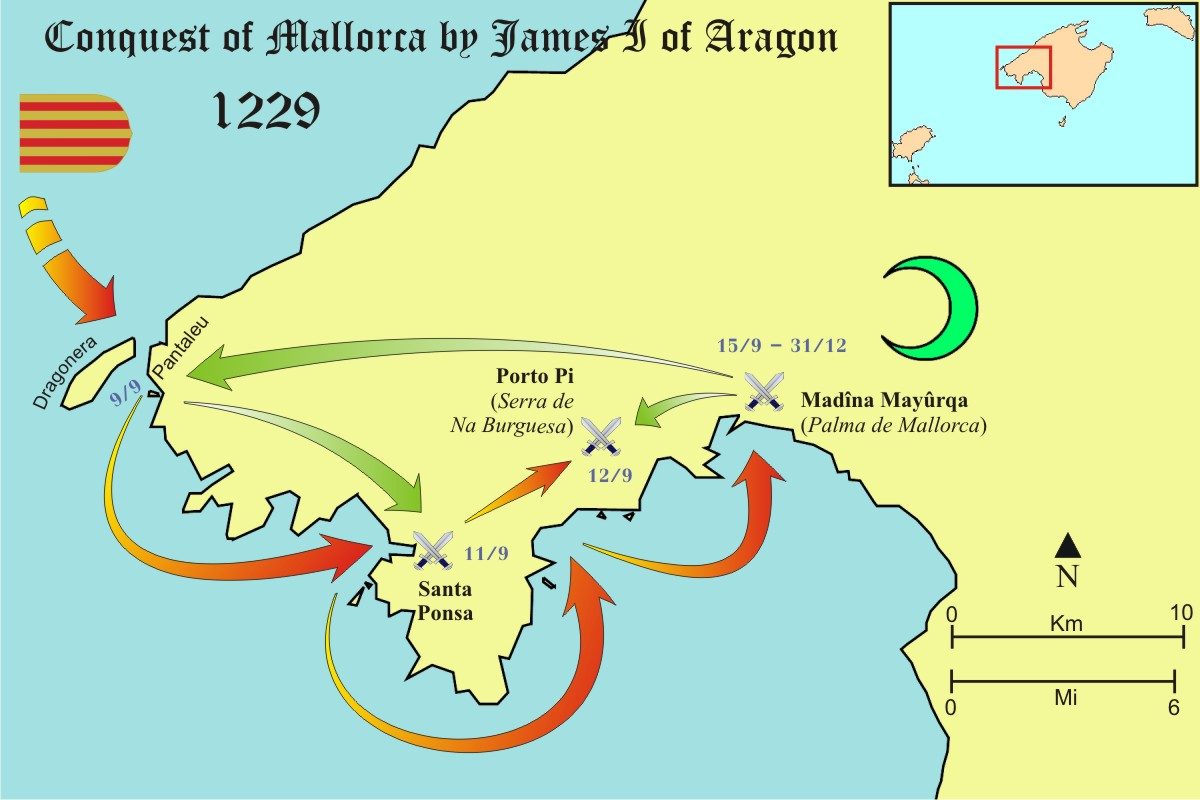
1229年、アラゴン王ハイメ1世によるマヨルカ島征服

マヨルカ王国は「征服王」として知られるアラゴン国王ハイメ1世が立てた国である。彼はイスラム支配下にあった地域の占領に邁進し、1229年からバレアレス諸島マヨルカ島への侵攻を開始する。1232年にはメノルカ島、1235年にはイビサ島を制圧した。長男アルフォンソの死後、彼は後妻ヨラーンとの間に儲けた2番目の男子ハイメのために与える国として1262年、マヨルカ領土をハイメに相続する意志を書き留めた。1276年のハイメ1世死去に伴い、アラゴン王国の王位は嫡男ペドロ（ペドロ3世（大王））に継承されたが、遺書に従ってマヨルカ王国はハイメに相続されることとなり、ハイメはマヨルカ王ジャウメ2世（Jaimeはスペイン語でハイメ、カタルーニャ語ではJaumeジャウメ）として即位した。また遺書では同時に、マヨルカ王国はアラゴン王国の従属国であることも明記されていた。
マヨルカ王国の主要部は、バレアレス諸島のマヨルカ島、メノルカ島、イビサ島、フォルメンテラ島などから構成されていた。しかしこうした島嶼部以外にも、マヨルカ国王は同時にルシヨン伯領とセルダーニュ伯領、およびオクシタニア（南フランスからスペイン北東部にかけての地域）内でハイメ1世が獲得したモンペリエ統治権、オーヴェルニュのCarlat子爵領、Aumelas男爵領も保有した。
しかしハイメ1世の遺したこのような遺産こそが、まさにその後隣国に翻弄され続けるマヨルカ王国の運命を決めてしまったといえる。なぜなら地中海と大陸に散らばる王国の飛び地は、当時しばしば領土紛争を起こしていた2つの大国フランス王国（カペー朝）・アラゴン王国の領土の合間に存在したからである。この王国の脆弱さを自覚していたハイメ1世は、在世中にセルダーニュを完全に征服して新しい王国に統合しようとした。またさらにサヴォイア家のアメデーオの娘ベアトリーチェと息子ジャウメとの縁談を進めたが、かなわなかった。

### ジャウメ2世:アラゴンへの反抗

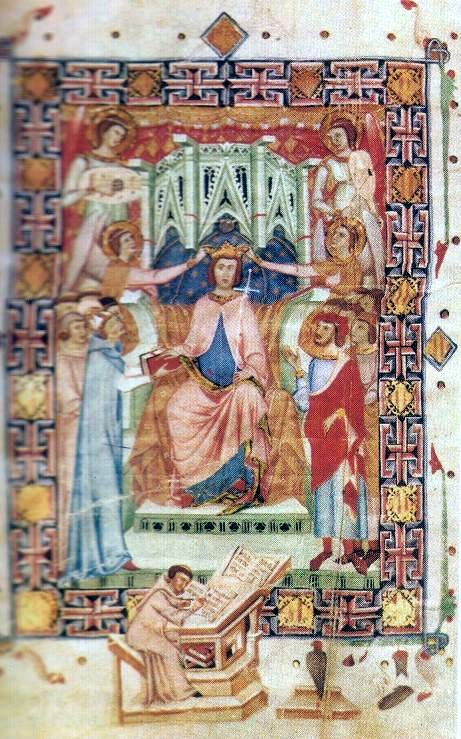
ジャウメ2世と考えられている人物画

ハイメ1世の死後、王位についたジャウメ2世は宗主国アラゴンの王である兄ペドロ3世と対立。マヨルカがアラゴンの属国であることを認めようとせず、貢物を送ることもなかった。しかし、満足に王国の体裁をなしておらず裁判所などの社会制度もないマヨルカは、結局アラゴンに屈せざるを得ず、1279年に結ばれたペルピニャン条約で正式にアラゴン王国の管轄下に置かれ、ジャウメ2世はペドロ3世の臣下となった。マヨルカ王国はアラゴン王が政治・経済的に管轄し、裁判権を持ち、王国の存続自体をアラゴンに左右される存在となった。
劣勢を跳ね返してペドロ3世に対抗すべく、ジャウメ2世はローマ教皇マルティヌス4世、フランス王フィリップ3世と連合した。マルティヌス4世はペドロ3世を破門してアラゴンをフィリップ3世に与えると宣言。アラゴン十字軍として連合軍がペドロ3世に挑むもFormigues島の戦いで敗れてしまう。ペドロ3世は反撃に転じ、バレアレス諸島へ侵攻したが病を得て急逝した。さらに同年マルティヌス4世、フィリップ3世も相次いで死去した。
しかしペドロ3世の長男（すなわちジャウメ2世の甥）でアラゴン王位を継いだアルフォンソ3世は引き続きバレアレス諸島を攻め、1285年から1287年にかけて征服・併合に成功した。ここにおいてマヨルカ王国は基盤となる島嶼部領土を失ったのである。1295年、アラゴン十字軍およびシチリア王国の紛争を解決するために、教皇ボニファティウス8世、フランス王フィリップ4世、アラゴンおよびシチリア王ハイメ2世（アルフォンソ3世の弟）、ナポリ王カルロ2世らと結ばれたアナーニ条約によって、バレアレス諸島はマヨルカ王ジャウメ2世に返還されたが、以前の通り大陸領土を含むマヨルカ王国領はアラゴンの強い管轄下に置かれた。ハイメ2世は1298年以降アラゴンの宗主権を認め、内政に専念。都市を再建し、農業を奨励し、経済を発展させた。

### ジャウメ3世:王国の滅亡
ジャウメ2世が1311年に死去した後は、次男サンチョ1世が嗣いだが早世し、1324年サンチョの甥ジャウメ3世が王位を継承した。しかしわずか9歳での即位のため、摂政協議会を必要とした。当時、アラゴン王ハイメ2世がマヨルカ王位の返還を要求するなど難しい状況下での王位継承であり、摂政協議会は翌1325年、サンチョ1世時代にサルデーニャからの侵攻を防ぐために発生した莫大な負債をすべて支払い終えれば、アラゴンはマヨルカ王位継承権に関する主張を放棄するとハイメ2世に確約させた。この協定は王位継承に関する危機を解決したものの、王国を深刻な財政危機に陥れることになった。
アラゴンの強い影響下に置かれたうえ、アラゴン王アルフォンソ4世（慈悲王）の娘コンスタンサを妃に迎えたジャウメ3世の政策は、必然的にアラゴンと同等の方向性を強制されることとなる。サルデーニャの領有権をめぐって1329年から1336年にかけて行われたアラゴン対ジェノヴァの戦争にも巻き込まれ、多大な経済市場を失う結果となった。その結果、国内に新たな税を設けたり、領内ユダヤ人に科料を課すなどの方策が採られたものの、財政危機を解決するには程遠かった。
財政問題は終わりを見せず、1341年ついにアラゴン王ペドロ4世は国交を断絶、再びマヨルカへの侵攻を窺う気配となった。1343年、ペドロ4世はバレアレス諸島へ侵攻を開始、続いて翌1344年にはルシヨン、セルダーニュにも侵入した。これにより事実上マヨルカ王国は滅亡した。ジャウメ3世はもはやフランスにわずかに残る領土を守ることで精一杯であり、1349年10月25日リュクマヨールの戦いに敗れ、戦死した。これに伴い、マヨルカ王国は完全にアラゴン王国に併合される。

### その後のマヨルカ王家
マヨルカ王国の滅亡は必然的に当時の国際的な紛争すなわち英仏百年戦争へも若干の影響を与えることとなった。ジャウメ3世の子・ジャウメ4世はアラゴン王国軍に捕らえられ、1362年までバルセロナに幽閉されていたが、逃亡してナポリ女王ジョヴァンナ1世を頼り、翌年ジョヴァンナと結婚。領土を失ったまま「マヨルカ王」を称した。時にイングランドのエドワード黒太子は、カスティーリャ王国の内戦でフランスが支援するエンリケ2世（恩寵王）に敗れて亡命を余儀なくされたペドロ1世を支援してカスティーリャに遠征した。ジャウメ4世もこれに帯同し失地回復を図るが、従軍中に病にかかりエンリケの軍によって捕らわれてしまう。ジョヴァンナの尽力により解放され、ナポリに戻った。その後もアラゴンとカスティーリャの戦争に乗じて、故地ルシヨン・セルダーニュ回復を図るが、両者の和睦により失敗。カスティーリャに逃れ1375年失意のうちにソリアで病死した（毒殺ともいわれる）。
ジャウメ4世の死後、幻の「マヨルカ王位」は妹のイザベラが受け継ぐが、モンフェッラート侯国のジョヴァンニ2世に嫁いだ彼女が1406年フランスで死去したことで、マヨルカ王家は断絶した。

## 歴代国王
- ジャウメ1世（1208年 - 1276年）在位1231年 - 1276年
- ジャウメ2世（1243年 - 1311年）在位1276年 - 1311年
- サンチョ1世（1276年 - 1324年）在位1311年 - 1324年
- ジャウメ3世（1315年 - 1349年）在位1324年 - 1349年

以下、名義上のマヨルカ国王。
- ジャウメ4世（1335年 - 1375年）在位1349年 - 1375年
- イザベラ（1337年 - 1406年）在位1375年 - 1403年